# 小哈瓦納辣椒娘
或 Habanero-tan （小哈瓦納辣椒娘），是日本插畫師將東ハト的当家零食暴君ハバネロ（辣味脆圈）萌擬人化的非官方吉祥物角色。
同人組織以的原設定製成同人遊戲。
Netrunner 亦令她在OVA《先行者 THE MOVIE》中出演。

## 人物介紹
（小哈瓦納辣椒娘╱小哈柏妮露）（╱  ）
紅髮紅裙的樂天蘿莉，頭上有斷莖形成的呆毛（？），對有很強的免疫力。
（哈瓦納辣椒姐╱哈柏妮露姐）（╱  ）
小哈柏妮露的親姐，愛與她一起玩，常常做出惡搞的事情。
（不正經牛奶小姐）（╱  ）
小哈柏妮露的朋友，擁有令她為之羨慕的巨乳，平常穿著既薄又少。

## 外部連結
- （日語）的個人主頁
- （日語）http://www.ashinaga.sakura.ne.jp/ （页面存档备份，存于）
- （日語）http://tohato.jp/index.php （页面存档备份，存于）